# El idilio
El idilio es una pintura al óleo sobre tela de 76 x 61 cm realizado por María Izquierdo en 1946. Se conserva en la colección Blaisten en la Ciudad de México. Esta obra demuestra la habilidad de la artista para plasmar escenas aparentemente sencillas, impregnadas de simbolismo y emoción profunda. La pintura presenta a un hombre y una mujer sentados juntos en una fuente, bajo una sombrilla que crea un ambiente de romance e intimidad. Detrás de esta apariencia, Izquierdo explora temas complejos como el silencio emocional, las conexiones humanas y la relación entre el ser humano y la naturaleza.
La composición tiene un punto de fuga central, con líneas diagonales que definen el suelo, los árboles y el cielo. Izquierdo emplea formas claras y estilizadas, enfocándose en la narrativa y el simbolismo, mientras utiliza tonos vibrantes que evocan la vida rural y las festividades de México. Su técnica, caracterizada por una pincelada precisa y sin artificios, transmite eficazmente la atmósfera de la escena.

## Contexto histórico-artístico
María Izquierdo fue de las primeras mujeres mexicanas en destacar en el mundo artístico del siglo XX, estableciendo su estilo único dentro del movimiento muralista mexicano. Nacida en San Juan de los Lagos en 1902 , Jalisco. María Izquierdo fue una artista cuyas obras revelan un sentido de identidad cultural y sensibilidad frente a la realidad social de México. A través de una serie de temas, Izquierdo plasma en sus obras temas como la mujer, los símbolos religiosos y populares, así como los paisajes mexicanos.
Uno de los aspectos más notables de la obra de María Izquierdo es su enfoque en la figura de la mujer en la sociedad, en una época en la que los papeles de género estaban estrictamente definidos y limitados, Izquierdo retrata a mujeres, en su mayoría en situaciones cotidianas. Mientras sus contemporáneos, como Diego Rivera, a menudo representaban a la mujer mexicana como símbolo de la revolución o la lucha política, Izquierdo las mostraba en contextos más íntimos, resaltando su vida interior, su espiritualidad y su conexión con las tradiciones culturales mexicanas.

## Características e iconografía
El idilio (1946) es un ejemplo destacado de su capacidad para representar escenas aparentemente sencillas con un profundo simbolismo y carga emocional. En esta obra, la artista capta una escena en la que un hombre y una mujer están sentados juntos en una fuente, bajo la sombra de una sombrilla, evocando una atmósfera de romance e intimidad. Sin embargo, bajo esta superficie de misterio, Izquierdo explora las complejidades de las relaciones humanas, el silencio emocional y la conexión entre el ser humano y la naturaleza.
Esta obra es un óleo sobre tela de 76 x 61 cm, con un punto de fuga  que se ubica en el centro de la composición. Desde allí, la artista trazó dos líneas diagonales hacia las esquinas inferiores del cuadro para definir el suelo y la base de los árboles, mientras que otras dos líneas diagonales hacia las esquinas superiores reflejan el cielo y marcan la altura de los árboles.

## Estilo
En cuanto a su técnica, Izquierdo prefería el uso de formas claras y bien definidas, aunque estilizadas, que le permitían centrarse en los aspectos narrativos y simbólicos de sus pinturas. El uso del color también juega un papel central en su obra, con tonos vibrantes que evocan tanto la vida rural como las festividades populares de México. Su pincelada es precisa, sin grandes alardes técnicos, pero siempre eficaz en transmitir la atmósfera de las escenas.

## Influencia
Elementos como la naturaleza, las procesiones religiosas, el circo, los altares, y los animales (como caballos, burros y aves) aparecen en sus pinturas con frecuencia, imbuyendo las escenas con un sentido de lo ritual y lo mágico. María Izquierdo desarrolló un estilo que combina elementos del realismo y del surrealismo. Aunque no se alineó explícitamente con el movimiento surrealista como lo hicieron artistas como Frida Kahlo o Remedios Varo, su obra está marcada por un tono onírico y simbólico que conecta lo cotidiano con lo místico. Esto se refleja en su tendencia a utilizar composiciones simples, pero cargadas de significados ocultos, en las que lo sobrenatural y lo simbólico parecen emanar de las escenas más mundanas.